# Velodroom Limburg
De Sport Vlaanderen Heusden-Zolder Velodroom Limburg in Heusden-Zolder is een sportcomplex met een wielerpiste, vier sportterreinen op het middenplein en een gymhal. Sinds 2023 is het naast het wielercentrum van Sport Vlaanderen in Gent een van de twee wielerpistes in België geschikt voor grote internationale wedstrijden in het baanwielrennen.

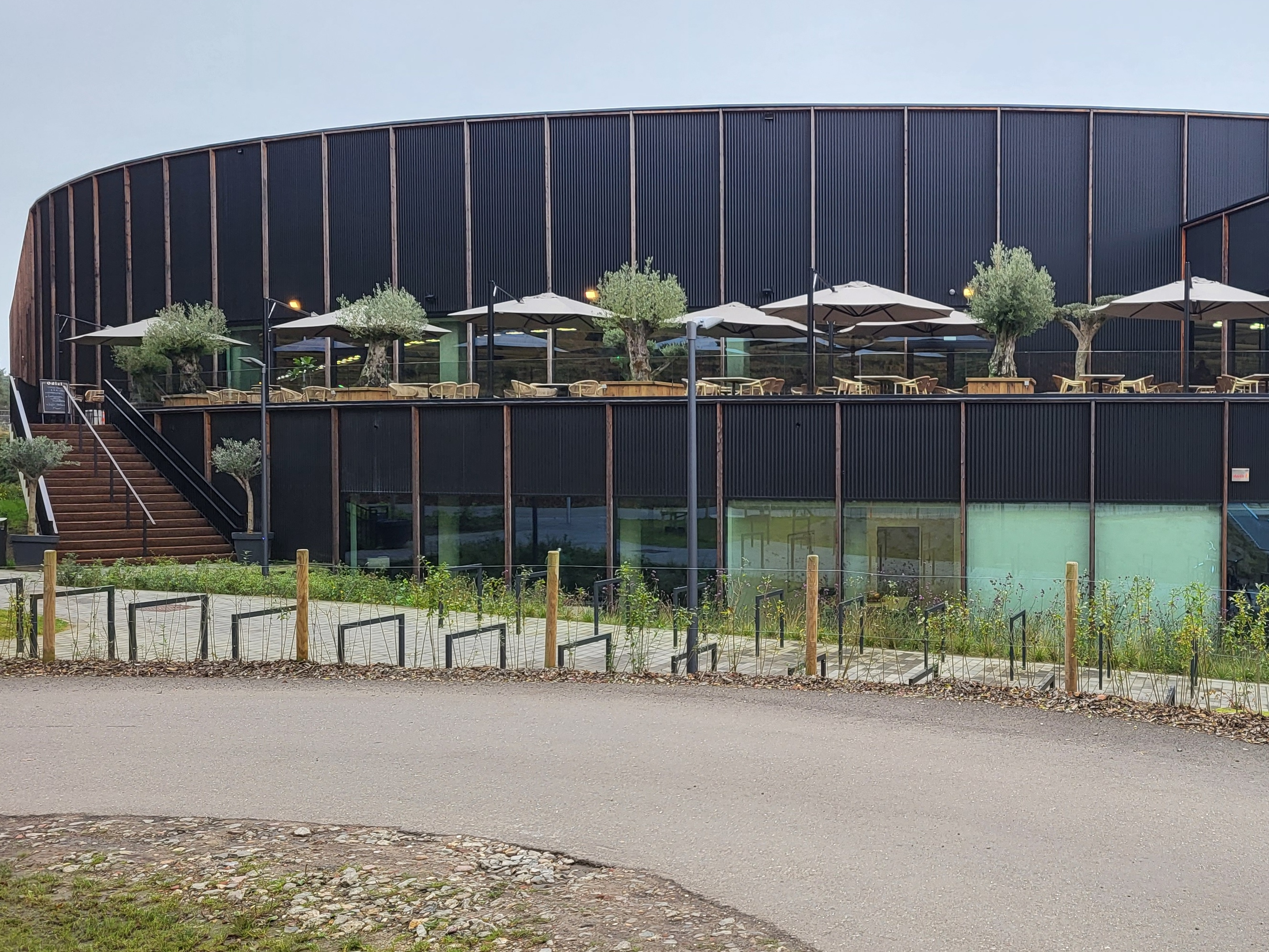
De Velodroom in Heusden-Zolder.

## Geschiedenis
Het project ging van start in 2012. Het consortium Wielerdroom werd aangeduid voor de bouw. In juni 2022 startte de bouw met de eerste nagelklop. Op 27 oktober 2023 werd de velodroom officieel geopend.
Het sportcomplex heeft naast een wielerbaan de volgende faciliteiten:
- ondergrondse sporthal van meer dan 1.000 m², geschikt voor topturnen.
- medisch centrum - met twee operatiezalen - dat gedeeld wordt met het aangrenzende Circuit Zolder. Uniek in de wereld voor een velodroom.[4]
- fitnesscentrum
- inspanningslab
- grote horecaruimte met terras
- fietsherstelplaats[5]

In de velodroom vinden als eerste grootschalige evenement de Europese kampioenschappen baanwielrennen 2025 plaats van 12 tot en met 16 februari.

## Eigenschappen
De houten wielerpiste heeft een lengte van 250 m en is gebouwd voor snelheid, met ruime bochten. Hij wordt een van de twee wielerpistes in België geschikt voor grote wedstrijden in het baanwielrennen, naast de wielerpiste van Sport Vlaanderen Gent. Als enige daarvan is hij gebouwd naar klasse 1 van de UCI-normen, en daarmee geschikt om Europese en Wereldkampioenschappen baanwielrennen te organiseren.
Het middenplein kan omgebouwd worden in multisportterreinen.
In de tribunes zijn 1013 vaste zitplaatsen voorzien. Bij grote evenementen kan dat uitgebreid worden met 1.650 toeschouwers op het middenplein en 1.000 op mobiele tribunes.

## Organisatie
Het complex is gebouwd door bouwheer vzw Sportcomplex Vlaanderen Heusden-Zolder. De partners hierin zijn:
- Sport Vlaanderen
- de gemeente Heusden-Zolder
- vzw Terlaemen van het Circuit Zolder
- vzw Cycling Friends

Daarnaast investeerden ook de Nationale Loterij, de Vlaamse Wielerschool, de Koninklijke Belgische Wielerbond, Cycling Vlaanderen en Limburg Sterk Merk (LSM ) in dit project.
Een van de trekkers van het project is voormalig profwielrenner Marc Wauters.